# Jan Wiktor (1878–1944)
Jan Duklan Wiktor h. Brochwicz (ur. 5 listopada 1878, zm. 13 lutego 1944 w Zarszynie) – polski właściciel ziemski, działacz gospodarczy i społeczny.

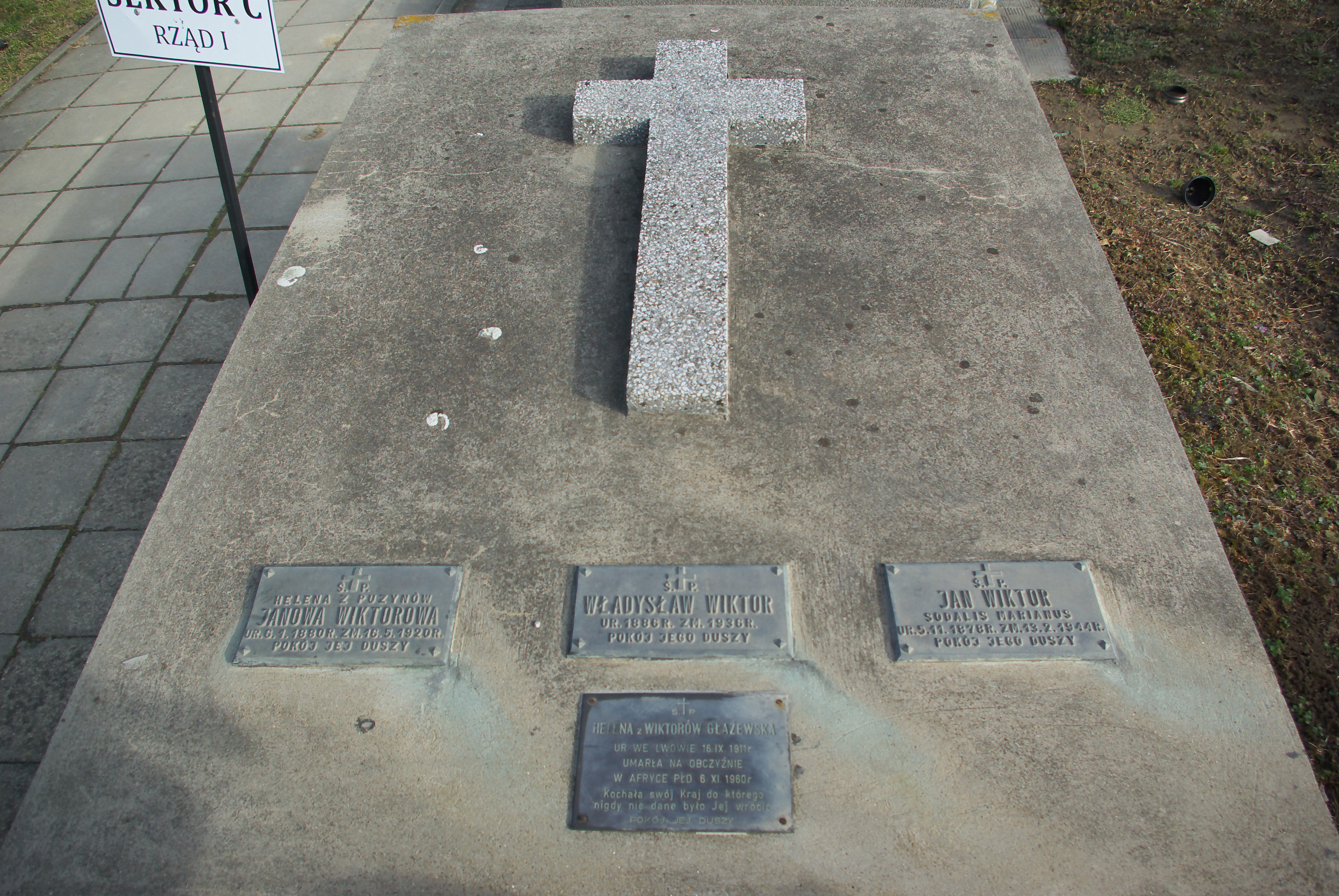
Grobowiec rodzinny Jana Wiktora

## Życiorys
Urodził się w 5 listopada 1878 jako syn Kazimierza (1844/1845–1903) i Lucyny z domu Górskiej h. Szeliga (1858–1898) oraz wnuk Jana Wiktora h. Brochwicz (1812–1877) i Adeli z domu Czermińskiej h. Cholewa (1822–1904). Miał braci Stanisława (ur. 1880), Władysława (ur. 1882).
W roku szkolnym 1891/1892 w charakterze prywatysty był uczniem trzeciej klasy w C. K. Gimnazjum w Sanoku. 
Po rodzicach odziedziczył rodzinne majątki; w 1905 posiadał Wróblik Szlachecki, Ladzin (173,5 ha) oraz Zarszyn Miasteczko i Przedmieście (na początku XX wieku posiadał tam 847,3 ha wraz z dwoma współwłaścicielami, w 1911 posiadał 243 ha), Długie (w 1911 posiadał tam 144 ha), Posada Zarszyńska (w 1911 posiadał tam 512 ha). Według stanu z początku 1906 rodzina Wiktorów posiadała 6 obszarów dworskich na obszarze powiatu sanockiego. W swoich majątkach prowadził hodowlę koni i bydła czystej rasy siementalskiej (Zarszyn) oraz prowadził gorzelnię (Długie). W marcu 1913 stanął na czele powołanej wówczas spółki dla zakupienia i sprzedaży nierogacizny, bydła i cieląt.
Był detaksatorem wydziału okręgowego w Sanoku Galicyjskiego Towarzystwa Kredytowego Ziemskiego z siedzibą we Lwowie. Od 1912 członek i działacz Galicyjskiego Towarzystwa Gospodarskiego, przewodniczącym oddziału sanockiego (1912–1917), członek jego Komitetu (28 czerwca 1913 – 20 czerwca 1914). Należał do oddziału sanockiego Galicyjskiego Towarzystwa Łowieckiego. W 1912 został członkiem Rady c. k. powiatu sanockiego, wybrany z grupy większych posiadłości, pełnił funkcję zastępcy członka wydziału. 
Należał do Sodalicji Mariańskiej.
W 1917 został odznaczony austro-węgierskim Krzyżem Wojennym za Zasługi Cywilne II Klasy.
Jego pierwszą żoną była Helena ks. Puzyna herbu Oginiec (1880–1920), a ich dziećmi byli Helena Łucja (1911–1960, po mężu Głażewska, do końca życia zamieszkiwała w Afryce Południowej), Wanda Maria (1915–1992, właścicielka majątku w Bystrem, 15 stycznia 1940 osadzona przez Niemców w więzieniu Sanoku, skąd 4 marca 1940 została wywieziona do Krakowa, żona dalekiego krewnego, Adama Wiktora). Drugą żoną została Zofia hr. Dzieduszycka herbu Sas (1890–1959, córka Augusta Piusa Dzieduszyckiego), z którą miał córkę Lucynę (1922–1990, po mężu Bojanowska).
Został pochowany w grobowcu rodzinnym na cmentarzu w Zarszynie.